# Giano dell'Umbria
Giano dell'Umbria és un comune (municipi) de la província de Perusa, a la regió italiana d'Úmbria, situat uns 35 km al sud-est de Perusa.
L'1 de gener de 2018 tenia 3.893 habitants.

## Geografia
El municipi de Giano dell'Umbria conté la frazione de Bastardo.
Limita amb els municipis de Castel Ritaldi, Gualdo Cattaneo, Massa Martana, Montefalco i Spoleto.